# Шавнышт
Шавнышт (тал. Шәвнышт/Šavnyšt; буквально «Ночные посиделки») — талышская национальная газета, выходившая в городе Баку в период с марта 2006 года по март 2008 года.

## История
В 2005 году, после 10 лет эмиграции Фахраддин Аббасов возвращается в Азербайджан и в 2006 году организует печать новой газеты под названием «Шавнышт». Основная цель газеты была публикация статей, отражающих социальное, экономическое, политическое и духовное положение талышского народа в Азербайджане. На страницах газеты много внимания уделялось как развитию талышского языка, истории и культуре талышского народа, так и проблемам, с которыми сталкивается талышское население в Азербайджане. В газете публиковались многочисленные стихи, рассказы и другие образцы прозы, а также народного фольклора талышей. Финасированием газеты занимались Кахин Абилов и другие активисты талышского национального движения.
В первом выпуске газеты были также статьи на талышском языке; статья о принципе национального самоопределения; стихи на талышском языке; поздравление Талышского национального движения Г. Аскерова и С. Ашрафи с 70-летием.
Сразу после первого выпуска власти Азербайджана различными способами пытались воспрепятствовать распространению газеты. Один из таких методов — запугивание журналистов. Практически все были доставлены в правоохранительные органы и подверглись допросам. Поскольку это не дало желаемого эффекта, власти решили начать полномасштабную атаку на главного редактора Фахраддина Аббасова. Не найдя ничего компрометирующего в самой газете, власти решили вмешаться в личную жизнь Аббасова. В дом к Аббасову несколько раз являлись сотрудники полиции с целью проверки документов, оскорбляли жену Аббасова, допрашивали её и в итоге изымали её паспорт.
В 2007 году возобновились преследования талышских деятелей в Азербайджане: были арестованы главный редактор газеты «Толыши садо», автор учебников талышского языка, известный филолог Новрузали Маммедов и секретарь этой газеты. После ареста Н. Мамедова на общественно активных талышей, включая Фахраддина Абосзода, стало оказываться давление с целью добиться дачи ими показаний против арестованных, а также против других талышских деятелей. Газета «Шавнышт» освещали ход следствия и судебного процесса над Н. Мамедовым, участвовала в его защите.
Журналист Яна Амелина указывала, что из-за публикации в «Шавныште» заявления правления «Талышского национального движения» против главного редактора было возбуждено уголовное дело по популярному обвинению в разжигании межнациональной розни.
11 октября 2008 года из-за угроз преследования Фахраддин Абосзода покинул Азербайджан и газета «Шавнышт» закрылась. С марта 2006 года по март 2008 года было выпущено 14 номеров газеты.